# Bodianus oxycephalus
Bodianus oxycephalus, tên thông thường trong tiếng Nhật là Kitsunedai, là một loài cá biển thuộc chi Bodianus trong họ Cá bàng chài. Loài này được mô tả lần đầu tiên vào năm 1862.

## Từ nguyên
Tính từ định danh của loài được ghép bởi hai từ trong tiếng Hy Lạp cổ đại, tiền tố oxy (oxús, "sắc nhọn") và cephalus (képhalos, "đầu"), hàm ý đề cập đến phần đầu nhọn của chúng.

## Phạm vi phân bố và môi trường sống
B. oxycephalus có phạm vi phân bố tập trung ở các vùng biển thuộc khu vực Tây Bắc Thái Bình Dương, bao gồm vùng biển phía nam Nhật Bản, trải đến bờ đông bắc của đảo Đài Loan, Hồng Kông và đảo Jeju (Hàn Quốc). B. oxycephalus được quan sát và thu thập ở độ sâu đến ít nhất là 50 m (nhưng có thể sâu hơn).

## Mô tả
B. oxycephalus có chiều dài cơ thể tối đa được ghi nhận là 29 cm.
Trong phức hợp loài Bodianus vulpinus, B. oxycephalus có kiểu hoa văn giống nhất là với Bodianus bathycapros. B. oxycephalus có bốn hàng đốm đỏ ở cá cái và cá đực đang lớn, nhưng ở cá đực trưởng thành, chỉ còn 2 hàng đốm trên cùng (2 hàng dưới biến mất hoàn toàn) và mờ hơn. Trong khi ở B. bathycapros, ngoài hai hàng đốm đỏ trên cùng, cá trưởng thành có thêm một đường sọc đỏ liền mạch nằm bên dưới.
Ngoài ra, B. oxycephalus đực có một hàng khoảng 3 đốm trắng bên dưới vây lưng, trong khi B. bathycapros và B. vulpinus đều không có hàng đốm này, còn Bodianus unimaculatus thay vào đó là một vệt đốm trắng lớn ở dưới cuối vây lưng.
Số gai ở vây lưng: 12; Số tia vây ở vây lưng: 11; Số gai ở vây hậu môn: 3; Số tia vây ở vây hậu môn: 12; Số tia vây ở vây ngực: 16–17.

### Trích dẫn
- Martin F. Gomon (2006). "A revision of the labrid fish genus Bodianus with descriptions of eight new species" (PDF). Records of the Australian Museum, Supplement. Quyển 30. tr. 1–133. ISSN 0812-7387.